# Халлин, Маргарета
Маргарета Халлин (швед. Gunhild Margareta Hallin Ekerot, 20 февраля 1931 — 9 февраля 2020) — шведская оперная певица (колоратурное сопрано), композитор и актриса.

## Биография
Маргарета родилась в 1931 г. в Карлскуге.
Она училась в Operahögskolan i Stockholm (подразделение Королевской оперы). Она дебютировала ещё будучи студенткой в 1955 г. в роли Розины в «Севильском цирюльнике» Россини. С 1956 г. Маргарета работала в Королевской опере. Среди её ролей были Цербинетта в «Ариадне на Наксосе» и Софи в «Кавалере розы» Штрауса, Лючия в «Лючии ди Ламмермур» Доницетти, Леонора в «Трубадуре», Амелия в «Бале-маскараде», главная роль в «Аиде» и Джильда в «Риголетто» Верди.
В 1966 г. Маргарета была назначена придворной певицей (Hovsångare), а в 1970 г. получила стипендию Бьёрлина. Как оперная певица она могла бы сделать международную карьеру, но предпочла остаться в Швеции. В 1950—1970-х гг. она посетила с гастролями Великобританию, Италию, Австрию, ФРГ, Данию, а также совершила тур по Советскому Союзу. В этот период она играла роли слепой поэтессы в опере «Аниара» Блумдаля, Энн Трулав в «Похождениях повесы» Стравинского, Виолетту в «Травиате» Верди, Терезу в Drömmen om Thérèse Верле, королеву-мать в Gustaf Adolf och Ebba Brahe Фоглера.
В середине 1980-х гг. она попробовала себя в роли композитора и в 1986 г. дебютировала с поэмой, положенной на музыку. С музыкой на поэмы Ферлина, Мартинсона, Аспенстрёма, Хенриксона Маргарета выступила в Drottningholms в Дроттнингхольме. Она также положила на музыку произведения Августа Стриндберга, в том числе написала камерную оперу на основе «Фрёкен Юлии», поставленную в 1990 и 1994 гг., сочинила музыку к драме Den starkare, поставленную в 1991 г., и к пьесе Ett drömspel с постановкой 1992 г. В 2012 г. Маргарете представила музыкальную программу «Чтение и пение», которую она сочинила на основе писем Стриндберга к Харриет Боссе.
Маргарета Халлин умерла в 2020 г. в Стокгольме.

## Признание и награды
- Придворная певица (1966 г.)
- Kvällspostens Thaliapris (1969 г.)
- Стипендия Бьёрлинга (1970 г.)
- Членство в Шведской королевской музыкальной академии
- Медаль Литературы и искусств (1976 г.)
- Svenska grammofonpriset (1981 г.)
- Svenska Akademiens teaterpris (1986 г.)
- Medaljen för tonkonstens främjande (1995 г.)
- Hugo Alfvénpriset (2004 г.)
- Gunn Wållgren Award (2006 г.)

## Личная жизнь
Маргарета дважды была замужем. В браке со скрипачом Инге Бустрёмом (1951—1956 гг.) у неё родилась дочь, в браке с актёром Бенгтом Экеротом — сын.